# Erica Wiebe
Erica Elizabeth Wiebe (Stittsville, 13 de junio de 1989) es una deportista canadiense que compite en lucha libre.
Participó en dos Juegos Olímpicos de Verano, en los años 2016 y 2020, obteniendo una medalla de oro en Río de Janeiro 2016, en la categoría de 75 kg. Ganó una medalla de bronce en el Campeonato Mundial de Lucha de 2018, en la categoría de 76 kg

## Palmarés internacional
| Juegos Olímpicos   | Juegos Olímpicos        | Juegos Olímpicos  | Juegos Olímpicos |
| Año                | Lugar                   | Medalla           | Categoría        |
| ------------------ | ----------------------- | ----------------- | ---------------- |
| 2016               | Río de Janeiro (Brasil) | Medalla de oro    | 75 kg            |
| Campeonato Mundial |                         |                   |                  |
| Año                | Lugar                   | Medalla           | Categoría        |
| 2018               | Budapest (Hungría)      | Medalla de bronce | 76 kg            |